# أندرا فرانكلين
أندرا فرانكلين (بالإنجليزية: Andra Franklin)‏ هو لاعب كرة قدم أمريكية أمريكي، ولد في 22 أغسطس 1959 في أننيستون في الولايات المتحدة، وتوفي في 6 ديسمبر 2006 في لنكن في الولايات المتحدة بسبب نوبة قلبية.

## وصلات خارجية
- أندرا فرانكلين على موقع مرجع كرة القدم المحترفة.كوم (الإنجليزية)